# 小行星8208
小行星8208（英語：8208 Volta）是一颗围绕太阳公转的小行星。1995年2月28日，P. Sicoli、P. Ghezzi在索尔马诺发现了此天体。
这颗小行星的绝对星等为216.49865等。